# Артоне
Артоне (фр. Arthonnay) насеље је и општина у источном делу централне Француске у региону Бургоња, у департману Јон која припада префектури Авалон.
По подацима из 2011. године у општини је живело 163 становника, а густина насељености је износила 6,39 становника/km². Општина се простире на површини од 25,5 km². Налази се на средњој надморској висини од 285 метара (максималној 353 m, а минималној 229 m).

## Демографија
| 1962. | 1968. | 1975. | 1982. | 1990. | 1999. | 2011. |
| ----- | ----- | ----- | ----- | ----- | ----- | ----- |
| 244   | 268   | 209   | 200   | 187   | 179   | 163   |

График промене броја становника у току последњих година